# I Married Joan
I Married Joan est une série télévisée américaine en 98 épisodes de 22 minutes en noir et blanc diffusée entre le 15 octobre 1952 et le 23 mars 1955 sur le réseau NBC.
Cette série est inédite dans tous les pays francophones.

## Synopsis
Cette sitcom, qui ressemble beaucoup à I Love Lucy qui était alors diffusée sur une chaîne concurrente relate le quotidien agité de Joan, une femme au foyer exubérante et pleine d'énergie.

## Distribution

### Acteurs principaux
- Joan Davis : Joan Stevens
- Jim Backus : Bradley Stevens

### Acteurs récurrents et invités
- Geraldine Carr : Mabel Henderson (17 épisodes)
- Sandra Gould : Mildred Webster (8 épisodes)
- Hal Smith : Charlie Henderson (6 épisodes)
- Elvia Allman : Tante Vera (6 épisodes)
- Sheila Bromley : Janet Tobin (5 épisodes)
- Beverly Wills (en) : Beverly Grossman (5 épisodes)
- Hope Emerson : Minerva Parker (pilote)